# فرودگاه نارسارسواک
فرودگاه نارسارسواک (به انگلیسی: Narsarsuaq Airport) (به زبان بومی: Mittarfik Narsarsuaq) یک فرودگاه همگانی با کد یاتا UAK است که یک باند فرود بتن دارد و طول باند آن ۱۸۳۰ متر است. این فرودگاه در کشور گرینلند قرار دارد.